# Albert Johnson
Albert Johnson, també escrit Johnston, (Plympton-Wyoming, Ontario, 30 d'octubre de 1879 - ?) va ser un futbolista canadenc que va competir a principis del segle xx. El 1904 va prendre part en els Jocs Olímpics de Saint Louis, on guanyà la medalla d'or en la competició de futbol com a membre del Galt F.C., que representava el Canadà. Abans dels Jocs havia guanyat dues edicions de l'Ontario Cup, el 1902 i 1903.